# Grande Prêmio do Japão de 2010
O Grande Prémio do Japão de 2010 foi a décima sexta corrida da temporada de 2010 da Fórmula 1.

## Classificação
| Pos | Nº | Piloto             | Construtor           | Parte 1  | Parte 2  | Parte 3  | Grid |
| --- | -- | ------------------ | -------------------- | -------- | -------- | -------- | ---- |
| 1   | 5  | Sebastian Vettel   | Red Bull-Renault     | 1:32.035 | 1:31.184 | 1:30.785 | 1    |
| 2   | 6  | Mark Webber        | Red Bull-Renault     | 1:32.476 | 1:31.241 | 1:30.853 | 2    |
| 3   | 2  | Lewis Hamilton     | McLaren-Mercedes     | 1:32.809 | 1:31.523 | 1:31.169 | 81   |
| 4   | 11 | Robert Kubica      | Renault              | 1:32.808 | 1:32.042 | 1:31.231 | 3    |
| 5   | 8  | Fernando Alonso    | Ferrari              | 1:32.555 | 1:31.819 | 1:31.352 | 4    |
| 6   | 1  | Jenson Button      | McLaren-Mercedes     | 1:32.636 | 1:31.763 | 1:31.378 | 5    |
| 7   | 4  | Nico Rosberg       | Mercedes             | 1:32.238 | 1:31.886 | 1:31.494 | 6    |
| 8   | 9  | Rubens Barrichello | Williams-Cosworth    | 1:32.361 | 1:31.874 | 1:31.535 | 7    |
| 9   | 10 | Nico Hülkenberg    | Williams-Cosworth    | 1:32.211 | 1:31.926 | 1:31.559 | 9    |
| 10  | 3  | Michael Schumacher | Mercedes             | 1:32.513 | 1:32.073 | 1:31.846 | 10   |
| 11  | 22 | Nick Heidfeld      | BMW Sauber-Ferrari   | 1:33.011 | 1:32.187 |          | 11   |
| 12  | 7  | Felipe Massa       | Ferrari              | 1:32.721 | 1:32.321 |          | 12   |
| 13  | 12 | Vitaly Petrov      | Renault              | 1:32.849 | 1:32.422 |          | 13   |
| 14  | 23 | Kamui Kobayashi    | BMW Sauber-Ferrari   | 1:32.783 | 1:32.427 |          | 14   |
| 15  | 14 | Adrian Sutil       | Force India-Mercedes | 1:33.186 | 1:32.659 |          | 15   |
| 16  | 17 | Jaime Alguersuari  | Toro Rosso-Ferrari   | 1:33.471 | 1:33.071 |          | 16   |
| 17  | 15 | Vitantonio Liuzzi  | Force India-Mercedes | 1:33.216 | 1:33.154 |          | 17   |
| 18  | 16 | Sébastien Buemi    | Toro Rosso-Ferrari   | 1:33.568 |          |          | 18   |
| 19  | 18 | Jarno Trulli       | Lotus-Cosworth       | 1:35.346 |          |          | 19   |
| 20  | 19 | Heikki Kovalainen  | Lotus-Cosworth       | 1:35.464 |          |          | 20   |
| 21  | 25 | Lucas di Grassi    | Virgin-Cosworth      | 1:36.265 |          |          | 21   |
| 22  | 24 | Timo Glock         | Virgin-Cosworth      | 1:36.332 |          |          | 22   |
| 23  | 21 | Bruno Senna        | HRT-Cosworth         | 1:37.270 |          |          | 23   |
| 24  | 20 | Sakon Yamamoto     | HRT-Cosworth         | 1:37.365 |          |          | 24   |

Notas:
1. ↑  – Lewis Hamilton recebeu uma punição de cinco posições no grid após a troca da caixa de câmbio.[2]

## Corrida
| Pos | Nº | Piloto             | Construtor           | Voltas | Tempo/Aban.       | Grid | Pontos |
| --- | -- | ------------------ | -------------------- | ------ | ----------------- | ---- | ------ |
| 1   | 5  | Sebastian Vettel   | Red Bull-Renault     | 53     | 1:30:27.323       | 1    | 25     |
| 2   | 6  | Mark Webber        | Red Bull-Renault     | 53     | +0.905            | 2    | 18     |
| 3   | 8  | Fernando Alonso    | Ferrari              | 53     | +2.721            | 4    | 15     |
| 4   | 1  | Jenson Button      | McLaren-Mercedes     | 53     | +13.522           | 5    | 12     |
| 5   | 2  | Lewis Hamilton     | McLaren-Mercedes     | 53     | +39.595           | 8    | 10     |
| 6   | 3  | Michael Schumacher | Mercedes             | 53     | +59.933           | 10   | 8      |
| 7   | 23 | Kamui Kobayashi    | BMW Sauber-Ferrari   | 53     | +1:04.038         | 14   | 6      |
| 8   | 22 | Nick Heidfeld      | BMW Sauber-Ferrari   | 53     | +1:09.648         | 11   | 4      |
| 9   | 9  | Rubens Barrichello | Williams-Cosworth    | 53     | +1:10.846         | 7    | 2      |
| 10  | 16 | Sebastien Buemi    | Toro Rosso-Ferrari   | 53     | +1:12.806         | 18   | 1      |
| 11  | 17 | Jaime Alguersuari  | Toro Rosso-Ferrari   | 52     | +1 volta          | 16   |        |
| 12  | 19 | Heikki Kovalainen  | Lotus-Cosworth       | 52     | +1 volta          | 20   |        |
| 13  | 18 | Jarno Trulli       | Lotus-Cosworth       | 51     | +2 voltas         | 19   |        |
| 14  | 24 | Timo Glock         | Virgin-Cosworth      | 51     | +2 voltas         | 22   |        |
| 15  | 21 | Bruno Senna        | HRT-Cosworth         | 51     | +2 voltas         | 23   |        |
| 16  | 20 | Sakon Yamamoto     | HRT-Cosworth         | 50     | +3 voltas         | 24   |        |
| 17  | 4  | Nico Rosberg       | Mercedes             | 47     | Acidente          | 6    |        |
| 18  | 14 | Adrian Sutil       | Force India-Mercedes | 44     | Vazamento de Óleo | 15   |        |
| Ret | 11 | Robert Kubica      | Renault              | 2      | Roda              | 3    |        |
| Ret | 10 | Nico Hülkenberg    | WilliamsF1-Cosworth  | 0      | Colisão           | 9    |        |
| Ret | 7  | Felipe Massa       | Ferrari              | 0      | Colisão           | 12   |        |
| Ret | 12 | Vitaly Petrov      | Renault              | 0      | Colisão           | 13   |        |
| Ret | 15 | Vitantonio Liuzzi  | Force India-Mercedes | 0      | Colisão           | 17   |        |
| NL2 | 25 | Lucas di Grassi    | Virgin-Cosworth      | 0      | Acidente          | 21   |        |

## Tabela do campeonato após a corrida
Observe que somente as seis primeiras posições estão incluídas na tabela.